# Spiesmühle
Spiesmühle (bisweilen auch Spießmühle) ist ein Gemeindeteil der Marktes Hiltpoltstein im Landkreis Forchheim (Oberfranken, Bayern).

## Geografie
Die Einöde liegt im nordwestlichen Teil der Pegnitz-Kuppenalb etwa drei Kilometer westnordwestlich des Ortszentrums von Hiltpoltstein auf 412 m ü. NHN.

## Geschichte

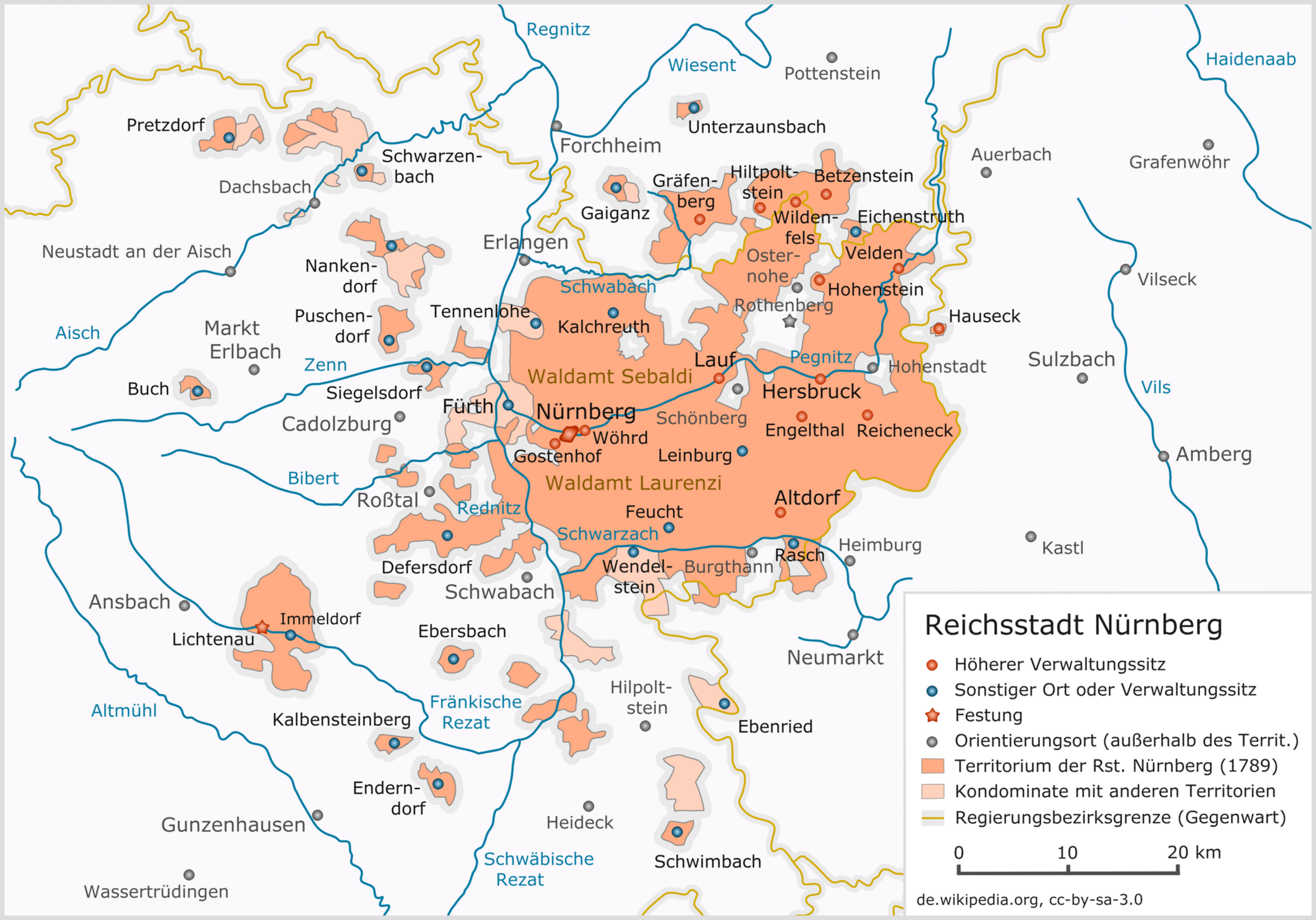
Das Landgebiet der Reichsstadt Nürnberg

Seit Beginn des 16. Jahrhunderts gehörte die Spiesmühle zum Landgebiet der Reichsstadt Nürnberg, nachdem es dieser gelungen war, die umliegende Gegend durch ihre Teilnahme am Landshuter Erbfolgekrieg in ihren Besitz zu bringen. Die Hochgerichtsbarkeit über den Ort hatte seitdem das nürnbergische Pflegamt Hiltpoltstein. Die Vogtei über den damals lediglich aus einer Mühle bestehenden Ort übte ebenfalls das Hilpoltsteiner Pflegamt aus, so dass die Einöde damit nürnbergischer Landeshoheit unterstand. In den folgenden drei Jahrhunderten blieben diese Verhältnisse weitgehend unverändert, bis die Reichsstadt Nürnberg im Jahr 1806 unter Bruch der Reichsverfassung vom Königreich Bayern annektiert wurde. Zusammen mit dem Restgebiet des Pflegamtes Hiltpoltstein wurde damit die Spiesmühle bayerisch.
Durch die Verwaltungsreformen zu Beginn des 19. Jahrhunderts im Königreich Bayern wurde die Spiesmühle mit dem Zweiten Gemeindeedikt 1818 ein Bestandteil der Ruralgemeinde Großenohe. Im Zuge der Gebietsreform in Bayern wurde Spiesmühle zusammen mit der gesamten Gemeinde Kappel im Jahr 1978 in den Markt Hiltpoltstein eingegliedert.

## Verkehr
Die Anbindung an das öffentliche Straßennetz wird durch eine am nördlichen Ortsrand Großenohes abzweigende Gemeindeverbindungsstraße hergestellt, die nach etwa 400 Metern als Sackgasse im Ort endet.